# Драйхойзер

Дра́йхойзер или Го́рни-Гайнк (нем. Dreihäuser; в.-луж. Horni Hajnk) — деревня в Верхней Лужице, Германия. Входит в состав коммуны Реккельвиц района Баутцен в земле Саксония. Подчиняется административному округу Дрезден.

## География
Находится в южной части района Лужицких озёр на севере от административного центра коммуны Реккельвица на северном берегу пруда Песковы-Гат. На западе деревни располагается обширный лесной массив. Через деревню проходит велосипедный туристический маршрут «По следам Крабата».
Соседние населённые пункты: на севере — деревня Рожант коммуны Ральбиц-Розенталь, на северо-востоке — деревни Серняны и Граньца коммуны Ральбиц-Розенталь, на востоке — деревня Гаты, на юго-востоке — деревня Нова-Веска и на юге — административный центр коммуны Реккельвиц.

## История
Впервые упоминается в 1875 году под наименованием Dreihäuser.
В деревне долгое время проживал серболужицкий писатель Юрий Брезан, написавший о деревне книгу «Moja archa Horni Hajnk» (Мой ковчег Горни-Гайк).
В настоящее время деревня входит в состав культурно-территориальной автономии «Лужицкая поселенческая область», на территории которой действуют законодательные акты земель Саксонии и Бранденбурга, содействующие сохранению лужицких языков и культуры лужичан.

## Население
Официальным языком в населённом пункте, помимо немецкого, является также верхнелужицкий язык.
| 1871 | 1890 | 2004 | 2011 | 2018 |
| ---- | ---- | ---- | ---- | ---- |
| 13   | 21   | 13   | 12   | 11   |